# Uvaria albertisii
Uvaria albertisii är en kirimojaväxtart som beskrevs av Friedrich Ludwig Diels. Uvaria albertisii ingår i släktet Uvaria och familjen kirimojaväxter. Inga underarter finns listade i Catalogue of Life.